# 韦斯特里男子足球队
韦斯特里男子足球队是位于冰岛伊萨菲亚扎拜尔市镇的一个包括多个项目的维斯特里体育俱乐部下的男子足球队。2024年该队参加冰島足球超級聯賽。